# الإجهاض في الصين

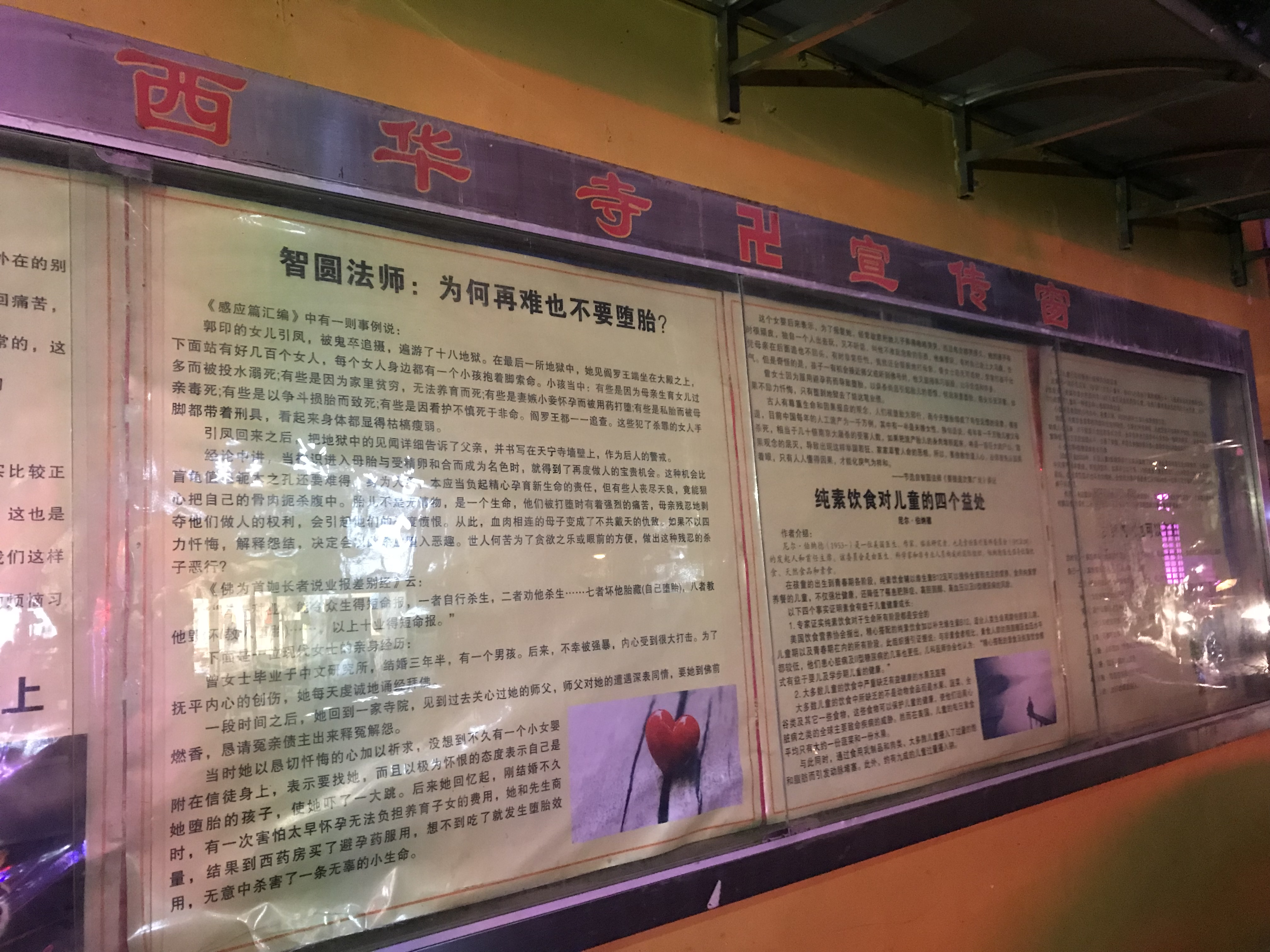
حملة "لماذا لا للإجهاض" في معبد شيهوا

الإجهاض في الصين قانوني طوال فترة الحمل ويمكن إجراؤه دون تعقيدات عمومًا على الصعيد الوطني. تتوفر عمليات الإجهاض لمعظم النساء من خلال برنامج تنظيم الأسرة في الصين والمستشفيات العامة والخاصة والعيادات في جميع أنحاء البلاد. كانت الصين من أوائل الدول النامية التي شرعت عمليات الإجهاض وجعلتها سهلة المنال في الخمسينيات. بعد الثورة الشيوعية الصينية وإعلان جمهورية الصين الشعبية في عام 1949، تحولت البلاد بشكل دوري بين سياسات الإجهاض الأكثر تقييدًا لسياسات الإجهاض الأكثر ليبرالية، وبالعكس. قد تختلف لوائح الإجهاض حسب قواعد المقاطعة. في محاولة للحد من الإجهاض الانتقائي بسبب جنس الجنين، قامت مقاطعات جيانغشي وغوانزهو بتقييد عمليات الإجهاض غير الطبية الضرورية بعد 14 أسبوعًا من الحمل، في حين أن الإجهاض الاختياري في جميع أنحاء الصين قانوني بعد الأسبوع الرابع عشر. على الرغم من أن الإجهاض الانتقائي بسبب جنس الجنين غير قانوني في جميع أنحاء البلاد، لكنه كان شائعًا في السابق، ما أدى إلى اختلال التوازن بين الجنسين في الصين، الأمر الذي ما يزال موجودًا حتى الآن.
في الماضي، كان الوصول الشامل إلى وسائل منع الحمل والإجهاض للمواطنين عن طريق خدمة حكومية وطنية طريقة شائعة اعتمدتها الصين لاحتواء سكانها وفقًا لسياسة الطفل الواحد البائدة. تم تقليص هذه الخدمة عندما أزيلت السياسة في عام 2015 لصالح سياسة الطفلين، وبدورها استبدلت بسياسة الأطفال الثلاثة في عام 2021. في عام 2022، في محاولة لتعزيز معدل المواليد في البلاد، أعلنت لجنة الصحة الوطنية أنها ستوجه تدابير نحو الحد من عمليات الإجهاض غير الطبية الضرورية من خلال عدد من التدابير، بما في ذلك توسيع الرعاية الصحية قبل الحمل، وخدمات رعاية الرضع، وجهود الحكومة المحلية من أجل تعزيز أماكن العمل الصديقة للأسرة.

## تاريخيًا
تعتبر القيم الصينية التقليدية أن الحياة تبدأ منذ الولادة. نتيجة لذلك، على الرغم من أن النقاشات العامة حول سياسة الإجهاض كانت أحيانًا مثيرة للجدل، لكنها نادرًا ما تتضمن آراء مؤيدة للحياة أو مؤيدة للاختيار. غالبًا ما كان الخطاب الصيني التاريخي حول الإجهاض يدور حول رغبات التحديث.
كانت الصين من أوائل الدول النامية في تشريع الإجهاض وجعله سهل المنال.
كما هو الحال مع العديد من المجالات الأخرى لسياسة الدولة الصينية في القرن العشرين، اختلفت سياسات وممارسات الإجهاض وتحديد النسل بمرور الوقت واختلاف المكان.

### أواخر عهد أسرة تشينغ
في أواخر فترة أسرة تشينغ، أشير إلى الإجهاض باسم datai (بالمعنى الحرفي لضرب الجنين) أو باسم duotai أو zhuitai (الذي يشير ضمنًا إلى سقوط الجنين أو إيقاعه).

### العصر الجمهوري
في عهد الجمهوريين في الصين، عملت الدولة كما في أواخر عهد أسرة تشينغ والحكومات الغربية على فرض حظر شامل على الإجهاض. كان إجراء الإجهاض غير قانوني بموجب جميع إصدارات القانون الجنائي حتى عام 1935، عندما سمحت الحكومة القومية بالإجهاض، دفعت أحداث الحرب الصينية اليابانية الثانية والحرب الأهلية الصينية الحكومة القومية إلى الترويج للولادة وتقييد الوصول إلى وسائل منع الحمل والحد من الإجهاض، إذا أعلنت صيدلية أو شركة أدوية عن الخصائص المجهضة للأدوية، فيمكن معاقبتهم بفقدان الترخيص. بنيت الحكومة على المستوى المحلي على هذا الإطار الوطني الصار؛ حظرت الحكومتان المحليتان في بكين وشنغهاي الترويج ونشر الأدوية ذات الخصائص المجهضة أو المانعة للحمل أو كمنشط جنسي في عام 1929، حيث تبنت تيانجين نفس القيود في عام 1935. من وجهة نظر الكومينتانغ، كانت وسائل منع الحمل غير مرغوبة أيضًا على أساس أنها تشجع الإجهاض والجنس خارج نطاق الزواج.
في نهاية المطاف، كان تطبيق تدابير مكافحة الإجهاض خلال الحقبة الجمهورية متقطعًا ومتنوعًا حسب المنطقة. على الرغم من عدم شرعيتها، لم يكن من الصعب الحصول على المُجهضات والمطمثات في المدن الكبرى. بقي الإجهاض الطريقة الأساسية للتحكم في الخصوبة طوال العصر الجمهوري. في الضواحي، تولت الشرطة حالات الإجهاض خارج إجراءات قاعة المحكمة العادية.

### جمهورية الصين الشعبية
بعد إعلان جمهورية الصين الشعبية في عام 1949، تحولت البلاد بشكل دوري بين سياسات الإجهاض الأكثر تقييدًا لسياسات الإجهاض الأكثر ليبرالية، والعكس.
في البداية، مثل الصين في العصر الجمهوري، حدت جمهورية الصين الشعبية أيضًا من الوصول إلى وسائل منع الحمل والإجهاض. عند تأسيس جمهورية الصين الشعبية، كانت وجهة نظر الحكومة هي أن هناك حاجة لمزيد من العمال للتغلب على أعباء الفترة شبه الاستعمارية للصين وحرب الحقبة الجمهورية. نظرًا لأن تحديد الخصوبة كان له جمعيات ملثوسية، فقد اعتبرت جمهورية الصين الشعبية المبكرة مثل هذه الجهود برجوازية ورأسمالية، ولكن بعد بضع سنوات فقط، بدأت الصين في تخفيف القيود المفروضة على عمليات الإجهاض وتحديد النسل والتعقيم. في أوائل الخمسينيات من القرن الماضي، سمحت الحكومة الصينية بالإجهاض في حال: 1) كانت الأم تعاني من حالة موجودة مسبقًا، مثل السل أو فقر الدم الخبيث، ما قد يتسبب في تهديد الحمل لحياة الأم؛ 2) عندما لا يستطيع الطب الصيني التقليدي تسوية فرط نشاط الجنين وكان من المتوقع حدوث إجهاض تلقائي؛ و3) بعد أن خضعت الأم لولادتين قيصريتين أو أكثر. تمت كتابة العقوبات في القانون لمن يخضعن لعمليات إجهاض غير قانونية أو يقمن بها.
شاع مصلحو سياسة الإجهاض المبكرة في جمهورية الصين الشعبية في استخدام مصطلح rengong lichuan (بمعنى الإجهاض من صنع الإنسان) للإشارة إلى إجراء الإجهاض. كان القصد من هذا المصطلح الجديد هو الانفصال عن مصطلح duotai (بمعنى إسقاط الجنين)، والذي بقي المصطلح الأكثر استخدامًا للإجهاض خلال الحقبة الجمهورية. من وجهة نظر هؤلاء الإصلاحيين، ارتبط duotai بالإجراءات المتخلفة وغير القانونية التي تتم في ظل الرأسمالية، بينما نقل rengong lichuan إحساسًا بالتقدم العلمي والحداثة.
في عام 1953، أعدت وزارة الصحة تحت إشراف Li Dequan لائحة منع الحمل والإجهاض المستحث التي شرعت الوصول إلى الخدمات في ظروف معينة. تتمتع المناطق الحضرية بإمكانية الوصول إلى الإجهاض أكثر من المناطق الريفية التي حافظت على العديد من القيود على تنظيم الأسرة. في منتصف الخمسينيات من القرن الماضي، خففت قوانين الإجهاض بشكل أكبر بسبب المخاوف من أن النمو السكاني في الصين لم يكن مستدامًا. في عامي 1954 و1956، مدد قانون 1953 ليشمل أمراضًا وإعاقات أخرى موجودة مسبقًا، مثل ارتفاع ضغط الدم والصرع ، فضلًا عن السماح للنساء العاملات في أنواع معينة من المهن بالإجهاض. النساء اللواتي أنجبن بالفعل أربعة أطفال وأصبحن حوامل بعد أربعة أشهر من ولادتهن آخر طفل لهن مؤهلات أيضًا للإجهاض. سار تحرير قوانين الإجهاض في خطوات مختلفة في أماكن مختلفة.